# Blue River Airport
Blue River Airport är en flygplats i Kanada. Den ligger i den centrala delen av landet, 3 200 km väster om huvudstaden Ottawa. Blue River Airport ligger 682 meter över havet.
Terrängen runt Blue River Airport är huvudsakligen bergig, men den allra närmaste omgivningen är kuperad. Blue River Airport ligger nere i en dal. Trakten runt Blue River Airport är nära nog obefolkad, med mindre än två invånare per kvadratkilometer..
I omgivningarna runt Blue River Airport växer i huvudsak barrskog.